# Acomys
Acomys é um gênero de roedores da família Muridae, distribuído pela África e Ásia, além de Creta.

## Espécies
O gênero Acomys compreende 18 espécies, que podem ser subdivididas em três subgêneros: Acomys, Peracomys e Subacomys.
- Subgênero Acomys I. Geoffroy, 1838
  - Acomys airensis Thomas e Hinton, 1921
  - Acomys cahirinus (Desmarest, 1819)
  - Acomys chudeaui Kollman, 1911
  - Acomys cilicicus Spitzenberger, 1978
  - Acomys cineraceus Fitzinger e Heuglin, 1866
  - Acomys dimidiatus (Cretzschmar, 1826)
  - Acomys ignitus Dollman, 1910
  - Acomys johannis Thomas, 1912
  - Acomys kempi Dollman, 1911
  - Acomys minous Bate, 1906
  - Acomys mullah Thomas, 1904
  - Acomys nesiotes Bate, 1903
  - Acomys percivali Dollman, 1911
  - Acomys russatus (Wagner, 1840)
  - Acomys seurati Heim de Balsac, 1936
  - Acomys subspinosus (Waterhouse, 1838)
  - Acomys wilsoni Thomas, 1892
- Subgênero Peracomys F. Petter e Roche, 1981
  - Acomys louisae Thomas, 1896
- Subgênero Subacomys Denys, Gautun, Trainer e Volobouev, 1994
  - Acomys spinosissimus Peters, 1852